# Astragalus heterodoxus
Astragalus heterodoxus är en ärtväxtart som beskrevs av Aleksandr Andrejevitj Bunge. Astragalus heterodoxus ingår i släktet vedlar, och familjen ärtväxter. Inga underarter finns listade i Catalogue of Life.